# Ximelagatrana
Ximelagatrana é um fármaco que age como inibidor direto da trombina.